# Domanice (powiat wrocławski)
Domanice (niem. Domantz) – wieś w Polsce położona w województwie dolnośląskim, w powiecie wrocławskim, w gminie Mietków.

## Podział administracyjny
W latach 1954–1972 wieś należała i była siedzibą władz gromady Domanice. W latach 1945–1954 siedziba gminy Domanice. W latach 1975–1998 miejscowość należała administracyjnie do województwa wrocławskiego.

## Położenie
Położone w pobliżu sztuczne Jezioro Mietkowskie bywa niekiedy nazywane Jeziorem Domanickim.

## Demografia
Według Narodowego Spisu Powszechnego (III 2011 r.) liczyły 430 mieszkańców. Są drugą co do wielkości miejscowością gminy Mietków.

## Nazwa
Pierwsza wzmianka o miejscowości w formie Demano pochodzi z 1193 roku. Nazwa była później notowana także w formach Dmanz (1223), Domanz (1247), Dmanc (1250), Damanz (1251), Domancz (1317), Domantz (1318), Domantz (1334), Domantze (1499), Domantz (1560), Domanze (1650), Domantze (1743), Domanze (1845), Domanze, Domanice (1941).

## Historia
W XIII wieku własność rycerska z zamkiem na wzgórzu nad Bystrzycą. Po 1945 we wsi funkcjonowało Państwowe Gospodarstwo Rolne.

## Zabytki

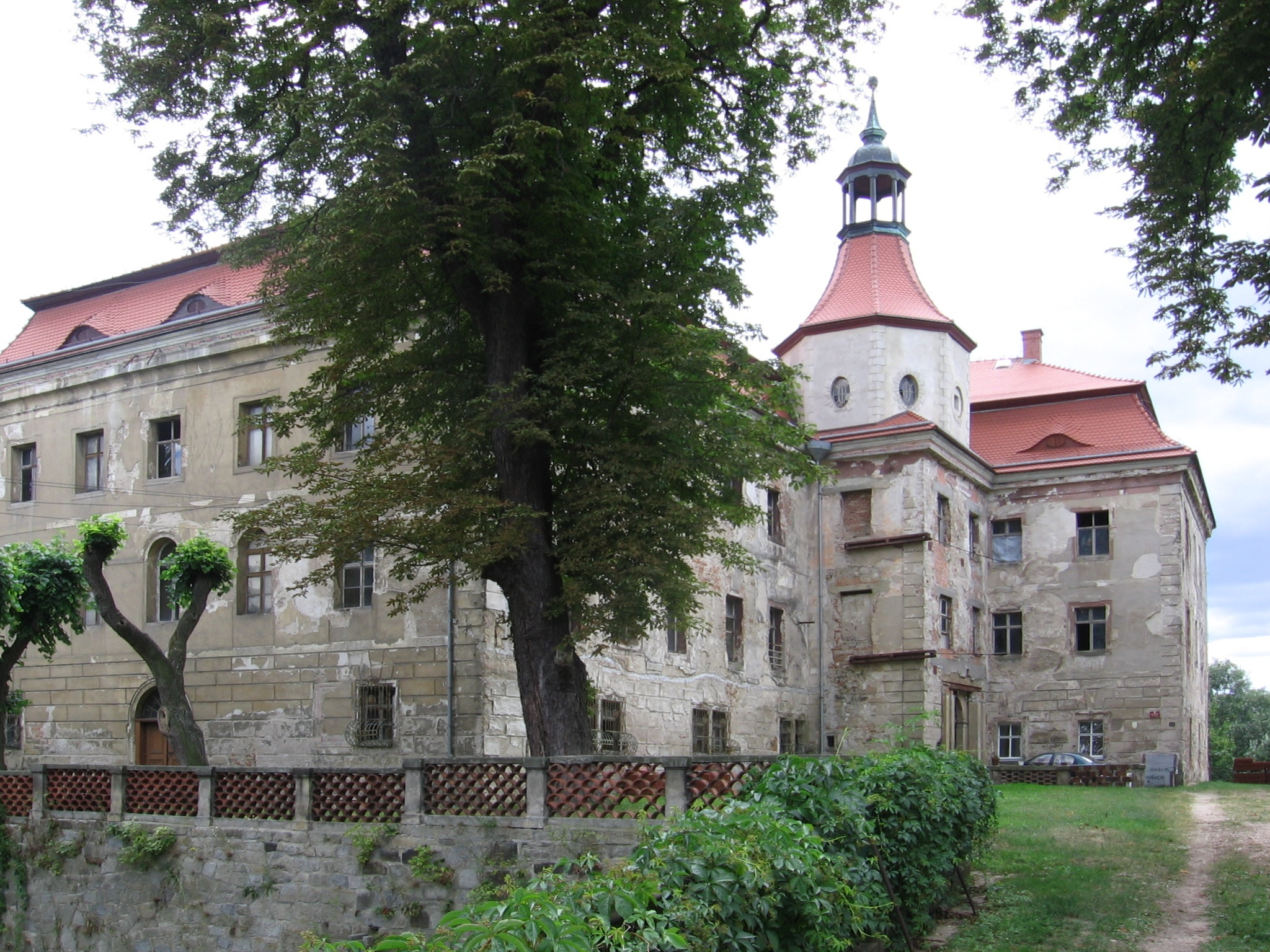
Pałac w Domanicach - Dom Związku Artystów Scen Polskich (ZASP)

Do wojewódzkiego rejestru zabytków wpisane są:
- kościół filialny pw. św. Anny, murowany gotycko-barokowy z drugiej połowy XV wieku, wzmiankowany w 1348 r.; po pożarze w 1664 r. przebudowany - orientowany, jednonawowy, z wieżą po stronie północnej. Kościół był restaurowany w 1894 r. i 1961 r., kościelny dzwon pochodzi z 1653 r., a wyposażenie wnętrza z pierwszej połowy XVII wieku
- mauzoleum rodziny grafa von Brandenburg z 1856 r., okazałe, na miejscowym cmentarzu pełni dziś rolę kaplicy cmentarnej
- zespół pałacowy, z XVIII-XX w.:
  - pałac, po licznych przebudowach zamku, ostatnia w 1821 r.[7] w stylu klasycystycznym; pałac stanowi czworoboczny budynek z wieżą; prawdopodobnie w swoich murach kryje fragmenty starszych, XVI- i XVII-wiecznych założeń. Po II wojnie światowej pałac przeszedł w zarząd państwowy PRL; wykorzystywany jako Dom Związku Artystów Scen Polskich (ZASP), ale jego odbudowa po wieloletnich zaniedbaniach postępuje powoli, aktualnie sprzedany
  - park, duży wokół pałacu, w parku m.in. fontanna

inne obiekty:
- oficyny i zabudowania gospodarcze, znajdują się w otoczeniu pałacu, wykorzystywane jako składy i mieszkania
- budynek szkolny, z XVIII wieku, obecnie urządzone jest w nim przedszkole
- budynek z wmurowaną tablicą poświęconą poległemu pod koniec lat 40. XX wieku funkcjonariuszowi milicji, znajduje się w pobliżu kościoła
- niewielki obelisk wystawiony z okazji 25-lecia LOK, w pobliżu pałacu.